# Three Oaks (Florida)
Three Oaks és una concentració de població designada pel cens dels Estats Units a l'estat de Florida. Segons el cens del 2000 tenia 2.255 habitants.

## Demografia
Segons el cens del 2000, Three Oaks tenia 2.255 habitants, 749 habitatges, i 650 famílies. La densitat de població era de 669,7 habitants/km².
Dels 749 habitatges en un 52,1% hi vivien nens de menys de 18 anys, en un 77% hi vivien parelles casades, en un 7,9% dones solteres, i en un 13,2% no eren unitats familiars. En el 10,4% dels habitatges hi vivien persones soles el 3,7% de les quals corresponia a persones de 65 anys o més que vivien soles. El nombre mitjà de persones vivint en cada habitatge era de 3,01 i el nombre mitjà de persones que vivien en cada família era de 3,23.
Per edats la població es repartia de la següent manera: un 33,6% tenia menys de 18 anys, un 3,6% entre 18 i 24, un 32,1% entre 25 i 44, un 22,1% de 45 a 60 i un 8,7% 65 anys o més.
L'edat mediana era de 36 anys. Per cada 100 dones de 18 o més anys hi havia 93 homes.
La renda mediana per habitatge era de 69.911 $ i la renda mediana per família de 74.286 $. Els homes tenien una renda mediana de 50.250 $ mentre que les dones 30.217 $. La renda per capita de la població era de 23.997 $. Entorn de l'1% de les famílies i l'1,6% de la població estaven per davall del llindar de pobresa.

## Poblacions més properes
El següent diagrama mostra les poblacions més properes.